# Siedliska (powiat opolski)
Siedliska (niem. Schedliske) – wieś w Polsce położona w województwie opolskim, w powiecie opolskim, w gminie Dąbrowa.
Od 1950 miejscowość należy administracyjnie do województwa opolskiego.
Od pocz. XIX w. wieś posiadała piczęć gminną, na której wizerunku przedstawiono chłopa kroczącego w prawo po murawie z widłami na ramieniu.

## Nazwa
W okresie hitlerowskiego reżimu w latach 1936-1945 miejscowość nosiła nazwę Waldsiedel.